# Кастильоне Козентино
Кастильо̀не Козентѝно (на италиански: Castiglione Cosentino) е малко градче и община в Южна Италия, провинция Козенца, регион Калабрия. Разположено е на 350 m надморска височина. Населението на общината е 2962 души (към 2011 г.).